# Ninglinspo

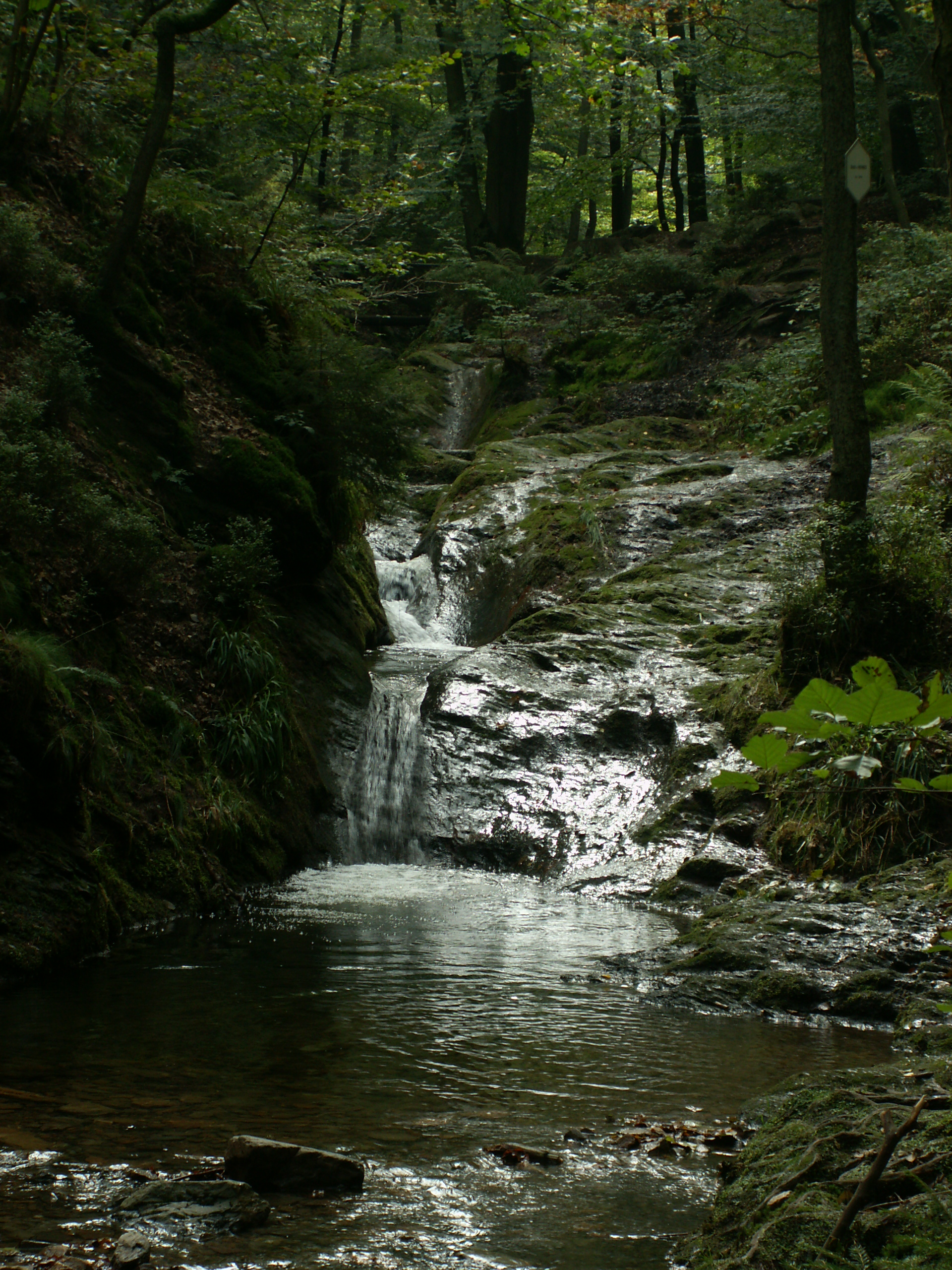
Le bain de Diane

Le Ninglinspo est un ruisseau de Belgique, affluent en rive droite de l'Amblève faisant donc partie du bassin versant de la Meuse. Il se jette dans l’Amblève en amont de Remouchamps (Aywaille) dans les environs de Quarreux en province de Liège. Le site du vallon du Ninglinspo est classé patrimoine immobilier exceptionnel de la Région wallonne. 
Son nom d'origine est en réalité le « Doulneux » (en latin Dulnosus) rappelant qu'il est issu d'une aulnaie (bois planté d'aulnes). Ce patronyme figure déjà en 647 dans une charte de Sigebert III, roi des Francs d'Austrasie. 
Lors d'une cartographie réalisée lors de l'occupation par la France républicaine, un cartographe a confondu le nom du ruisseau en lui attribuant erronément le nom d'un terrain où il débouche « En Inglin spau » (La source d'Inglin). 

## Parcours
Le Ninglinspo s'écoule entre Vert-Buisson (commune de Theux) et Sedoz-Nonceveux (commune d’Aywaille). Torrentueux, il contourne d'énormes blocs de quartzite, façonnant çà et là un ensemble de « cuves » ou « bains » successifs aux noms évocateurs comme le bain de Diane, le bain de la Loutre, le bain d'Hermès, le bain des Naïades, le bouillon (ou cascade) de la Chaudière (ruisseau affluent du Ninglinspo), le bain du Cerf ou encore le bain de Vénus. 
Sur les 3 km de son cours, le Ninglinspo dévale de l'altitude de 420 m à l'altitude de 170 m, soit un dénivelé de 250 m, ce qui en fait un des cours d'eau de Belgique les plus rapides avec une pente moyenne de 8 %. Il se jette dans l'Amblève qui vient de franchir les Fonds de Quarreux.
Ce lieu a inspiré bon nombre de légendes locales[Lesquelles ?].

## Promenades
Le vallon du Ninglinspo a été aménagé pour des promenades balisées. Le sentier de grande randonnée GR 15 suit les rives du Ninglinspo. Il est possible en temps normal d'emprunter à pied le sentier proche du ruisseau en changeant souvent de rive par des passerelles aménagées mais il existe aussi un chemin moins accidenté qui suit le cours d'eau d'un peu plus loin. 
Un parking se trouve près de l'embouchure du Ninglinspo avec l'Amblève en contrebas de la N633 Aywaille–Trois-Ponts.
Le Ninglinspo est accessible en transports publics depuis l'arrêt Nonceveux-Ninglinspo (bus 142).
Il est possible d'effectuer un circuit pédestre en suivant successivement le Ninglinspo, la voie de la Porallée, le Chefna et les Fonds de Quarreux (environ 13 km).

## Classement
Patrimoine classé (1949, no 62009-CLT-0009-01)

 Patrimoine exceptionnel (2013, no 62009-PEX-0001-02)